# Bulbophyllum jaapii
Bulbophyllum jaapii är en orkidéart som beskrevs av Dariusz Lucjan Szlachetko och Tomasz Sebastian Olszewski. Bulbophyllum jaapii ingår i släktet Bulbophyllum och familjen orkidéer. IUCN kategoriserar arten globalt som sårbar.
Artens utbredningsområde är Kamerun. Inga underarter finns listade i Catalogue of Life.